# Туаль, Фуад
Фуад Туаль (араб. فؤاد طوال‎), Fouad Twal — Патриарх Иерусалима латинского обряда Римско-католической церкви в 2008—2016 годах. Официальный титул: Его Блаженство — Патриарх Иерусалима. Великий приор ордена Святого Гроба Господнего Иерусалимского (с 2008 г.).

## Биография
Родился 23 октября 1940 года в иорданском городе Мадаба. Принял священнический сан 29 июня 1966 года, после рукоположения служил викарием города Рамалла. В 1972 году поступил в докторантуру Папского Латеранского университета в Риме, которую окончил в 1975 году со степенью доктор канонического права.

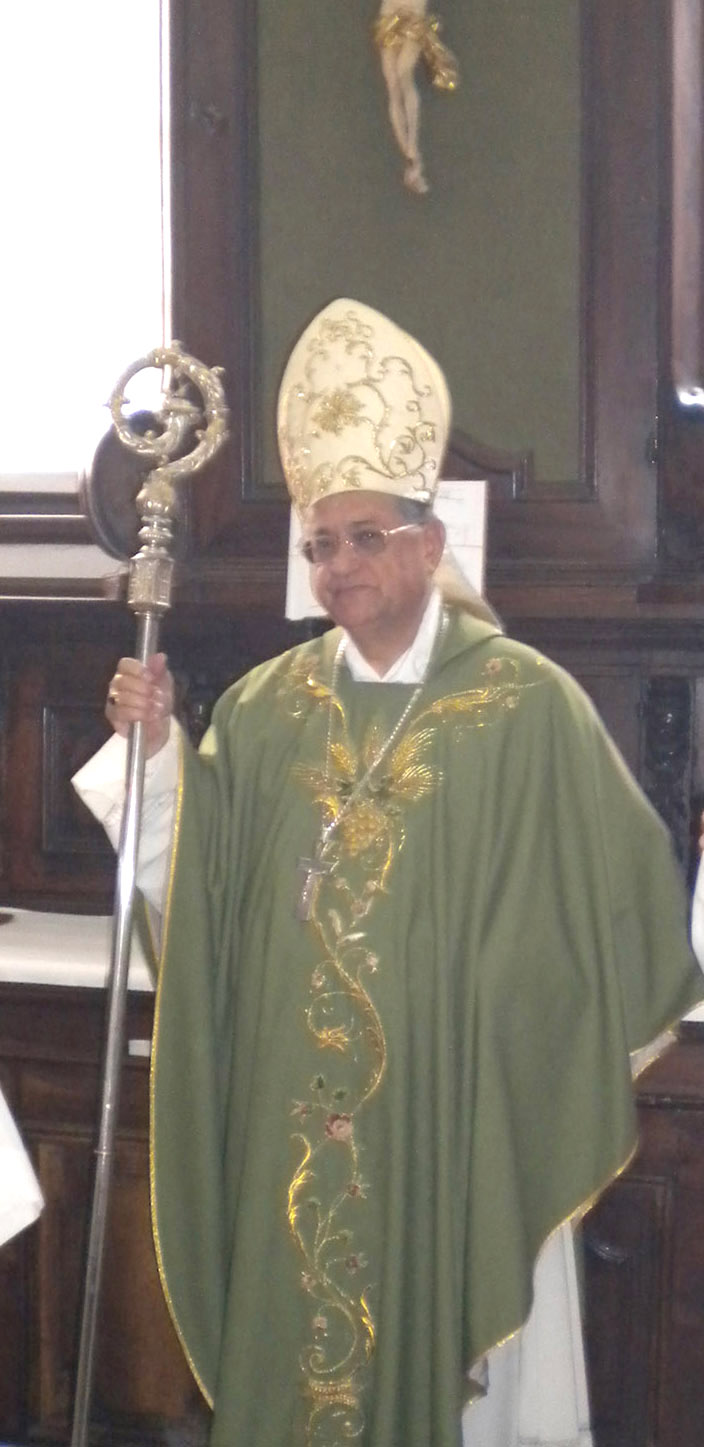
Фуад Туаль, в церкви Кодоньо, фотография 20 сентября 2009 года

22 июля 1992 года он был хиротонисан во епископы и согласно назначению папы Иоанна Павла II возглавил территориальную прелатуру Туниса. В 1995 году прелатура была повышена в статусе до епархии. В 2005 году папа Бенедикт XVI назначил Туаля коадъютором Иерусалимского патриархата. В 2008 году патриарх Иерусалима Мишель Саббах, достигнув возраста 75 лет, сложил с себя полномочия главы патриархата. 21 июня 2008 года Фуад Туаль был назначен папой новым Иерусалимским патриархом латинского обряда. Патриарх Туаль стал вторым в истории латинским патриархом Иерусалима арабского происхождения (после своего предшественника Мишеля Саббаха).
С 21 июня 2008 года — великий приор ордена Святого Гроба Господнего Иерусалимского.
Патриарх Туаль выражает убеждение, что только создание палестинского государства позволит установить прочный мир на Святой Земле, однако подчёркивает, что терроризм не может быть оправдан ни при каких условиях.
22 ноября 2009 года в Церкви Благовещения в Назарете патриарх Туаль в присутствии префекта Конгрегации по канонизации святых архиепископа Анджело Амато совершил чин причисления к лику блаженных палестинку Марию-Альфонсину Даниль Гаттас.
24 июня 2016 года подал в отставку с поста Патриарха в связи с достижением 75-летнего возраста.

## Награды
- Кавалер Большого креста ордена Звезды Италии (2 мая 2012 года, Италия)[3]